# Place Georges Ista
La place Georges Ista est une place liégeoise située entre le boulevard de Froidmont  et le boulevard de Douai, dans le quartier administratif des Vennes.

## Histoire
Cette place a été créée au début du XXe siècle, lors des importants travaux d'aménagement de la rive droite de la Meuse, pour l'organisation de l'exposition universelle de 1905. Elle était en fait traversée par l'ancien cours principal de l'Ourthe qui a été comblé et détourné par un nouveau tracé creusé entre le quai des Ardennes et le quai du Condroz.

## Description
Cette place est une section d'une importante artère à quatre voies de circulation (route nationale 30) menant du quai Mativa bordant la Dérivation au quai des Ardennes le long de l'Ourthe. Cette artère est communément et non officiellement appelée par les Liégeois boulevard de l'Automobile qui compte aussi le boulevard Raymond Poincaré, le boulevard Frankignoul, le boulevard de Froidmont, le boulevard de Douai et une petite partie de la rue des Vennes. 
Deux espaces arborés se situent au milieu et au sud-ouest de la route nationale 30. Présence de bancs et de terrains de pétanque.

## Odonymie
La place rend hommage à Georges Ista (1874-1939}, écrivain de langue wallonne et militant wallon. Il fut également dessinateur, peintre et aquafortiste.

## Architecture
Cinq anciennes petites maisons du XVIIe siècle sont situées sur la place aux nos 4, 11, 12, 13 et 14. Hautes  d'un seul étage, elles sont bâties en brique avec la plupart des encadrements des baies en pierre de taille.

## Rues adjacentes
- Boulevard de Froidmont
- Rue du Falchena
- Avenue de la Cokerie
- Rue des Naiveux
- Rue des Gravillons
- Boulevard de Douai